# مقطوش

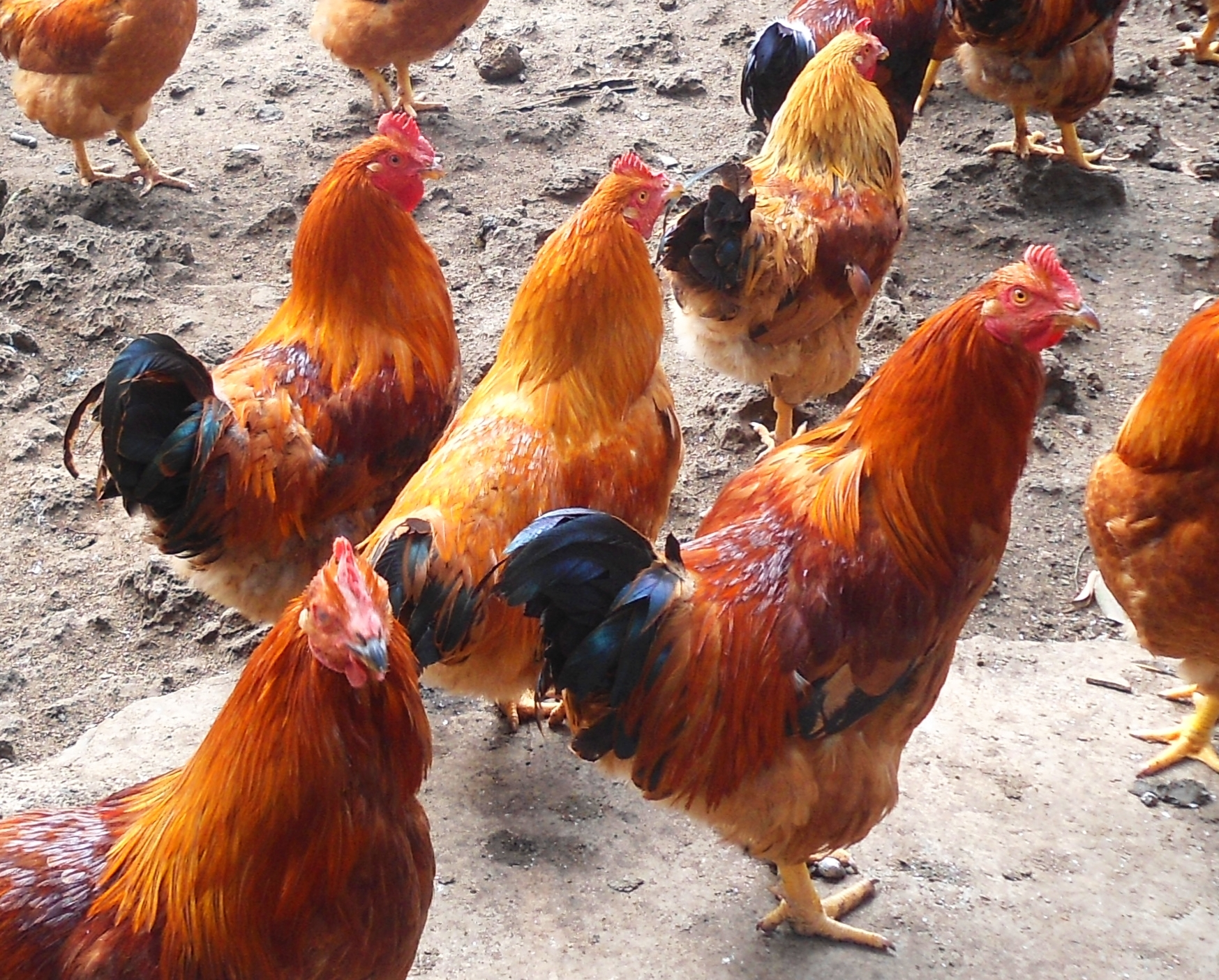
مقاطيش حية في هَيْنَان رؤوسها وأعرفها وأغببابها صغيرة.

المَقْطُوش (جمع: مقاطيش) أو الكَبُّون أو الديك المَخصيّ أو الخصيّ هو الديك الذي سُلَّت خصيتاه بشق خاصرته اليُسرى قرب رأس الفخذ حيث توجد الحسية اليسرى وخلفها اليمنى. وتُسمى هذه العملية القَطْش أو خِصاء الفِراخ. يُستخدم القطش لتحسين جودة لحم الطائر. قد يُسمن ويُعذى المقطوش قسريًا في بعض البلدان مثل إسبانيا. تشتهر فرنسا دوليًا بحفاظها على تقليد قوي وإنشائها شركات ومزراع ومداجن واسعة النطاق وراسخة في جميع أنحاء البلاد لإنتاج هذه النوع من اللحم.

## آثار القطش
القطش أو خصاء الفرتخ هي عملية تحويل الديك الصغير إلى مقطوش. يمكن إجراء عملية القطش عن طريق إزالة حسيلتي الطائر جراحيًا، أو يمكن تحقيقها أيضًا من خلال استخدام جرعات الإستروجين. في كلا الحالتين سيقف الجسم عن إفراز الهرمونات الجنسية الذكرية. يجب إجراء عملية القطش أو الإخصاء قبل بلوغ الفرخ ليكبر ويسمن دون تأثير الهرمونات الجنسية الذكرية. المقاطيش ليست عدوانية مثل الديوك العادية بسبب نقص الدافع الجنسي الذكوري. هذا يجعل من السهل التعامل مع المقاطيش ويسمح بالاحتفاظ بها مع المقاطيش الأخرى لأن قوتها المنخفضة تمنعها من القتال.
ينتج عن نقص الهرمونات الجنسية أن اللحوم تكون أقل طعمًا. لحم المقطوش أيضًا أكثر عصارة وليونة ومذاقًا من الفرخ أو الدجاجة، وهذا لا يرجع فقط إلى الاختلافات الهرمونية أثناء تطور المقطوش ولكن لأنهم ليسوا نشطين مثل الديوك العادية، مما يجعل لحمها أكثر طراوة وحيوية. دهني.
رأس الديك المقطوش وعرفه وغببه أصغر من تلك من الديك العادي. المقاطيش نادرة صناعة اللحوم. يُدجن المقطوش بسرعة ويمكن إرساله إلى السوق في أقل من خمسة أسابيع يتشابه مذاق المقطوش المنتجة في ظل هذه الظروف مع لحوم الدجاج التقليدية ما يجعل إنتاجها غير ضروري.

## الوضع القانوني
أصبح القطش أو إخصاء الفراخ بغرض إنتاج اللحوم غير شرعيًا في 1982 في المملكة المتحدة من خلال لوائح رعاية الماشية (العمليات المحظورة). وعُزِّز ذلك في عام 2007 من خلال لوائح التشويه (الإجراءات المسموح بها) (إنجلترا) لعام 2007 والتي جعلت إخصاء جميع الطيور الأليفة غير قانوني. لكن استيراد الحيوانات المخصية والمقاطيش قانوني ويمكن عرضها للبيع في المملكة المتحدة.

## معرض الصور

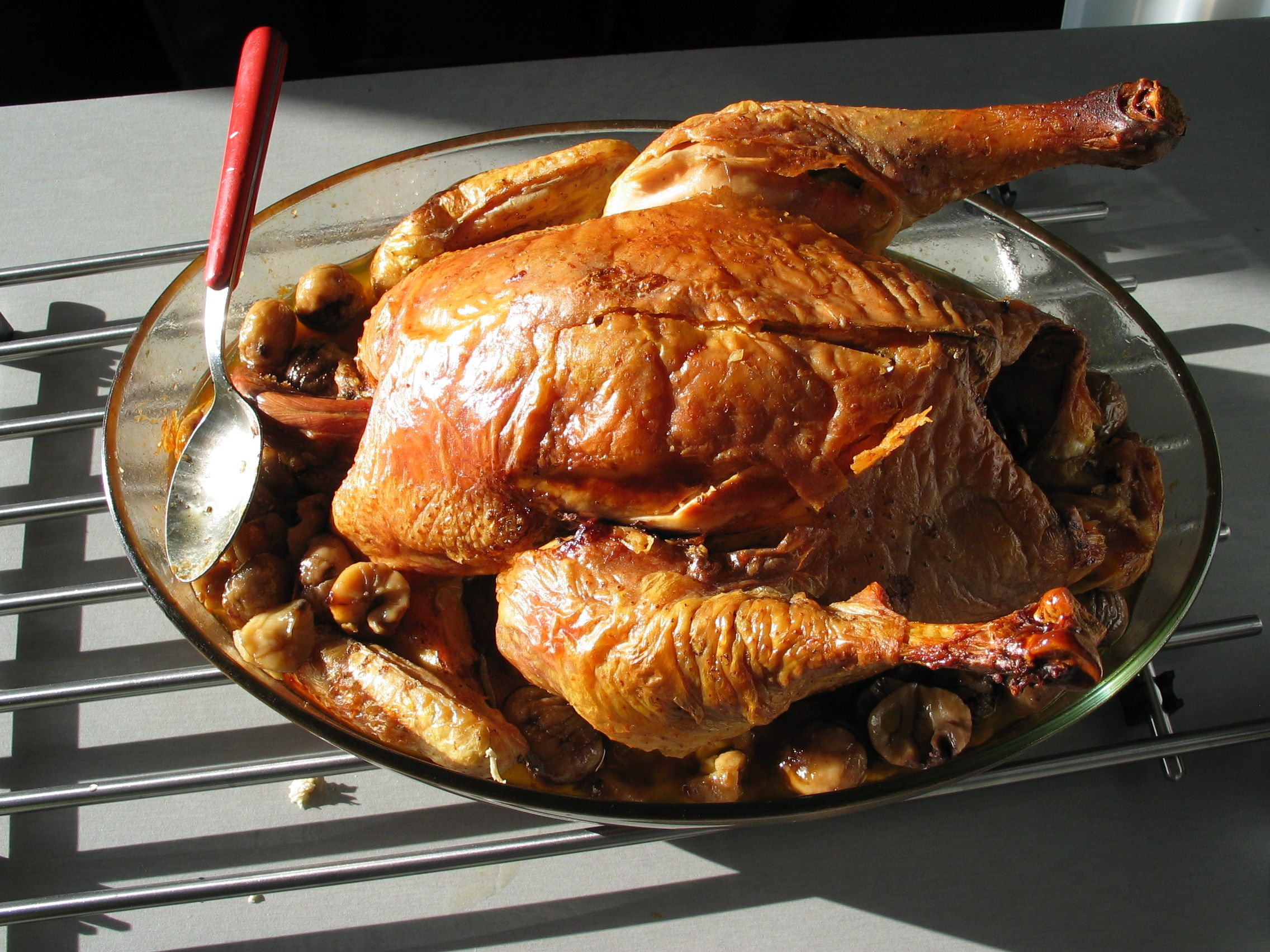
لحم مقطوش مشوي محاطٌ بالكستناء، طبق فرنسي
- طريقة قطش الفرخ
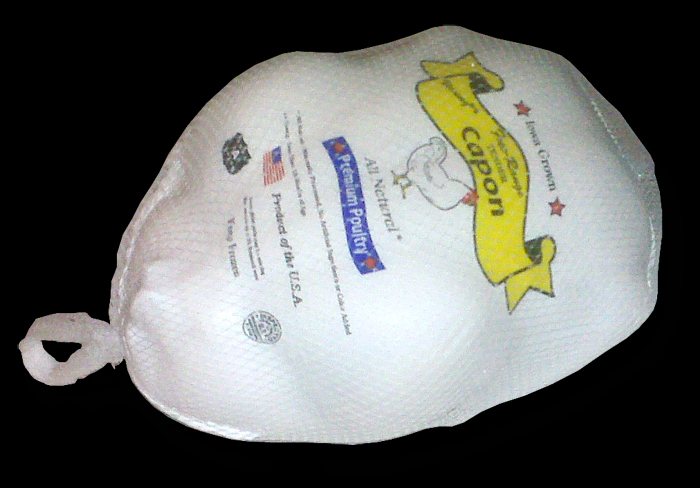
لحم مقطوش مغلف للتعبئة
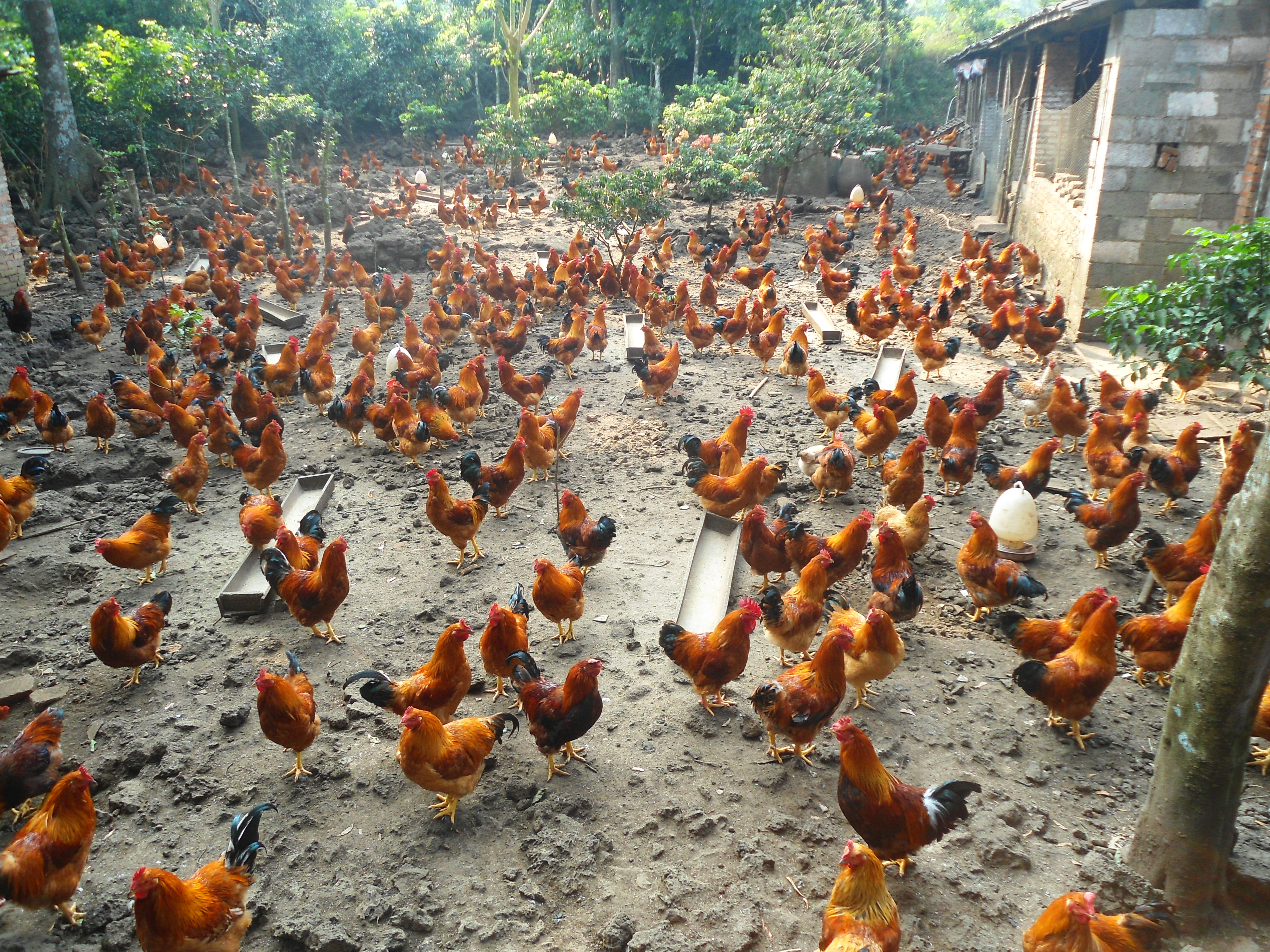
تربية المقاطيش
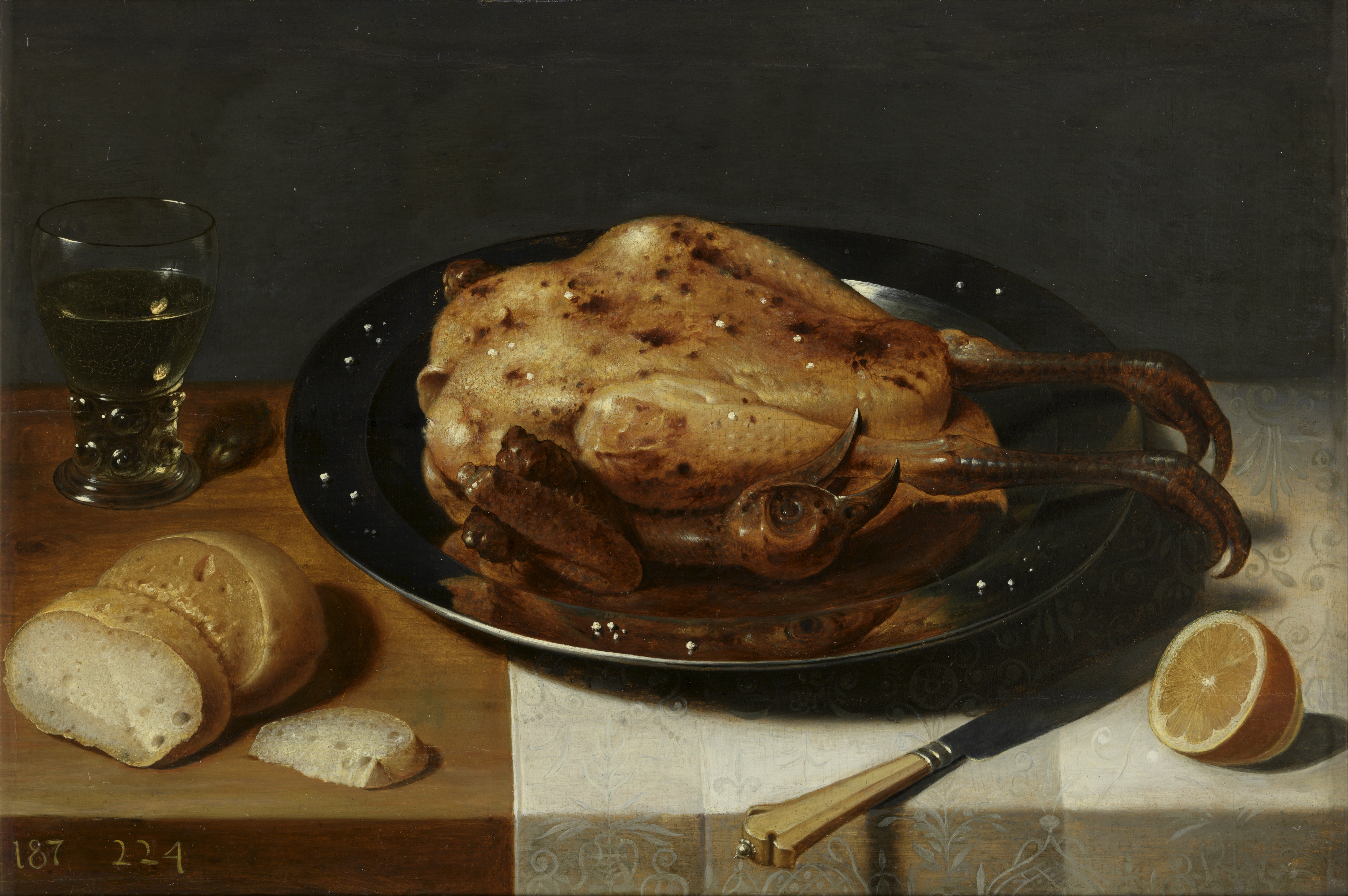
ديفيد رِكَرْت الثاني الحياة باقة مع الليمون والمقطوش